# Rathaus Jouarre

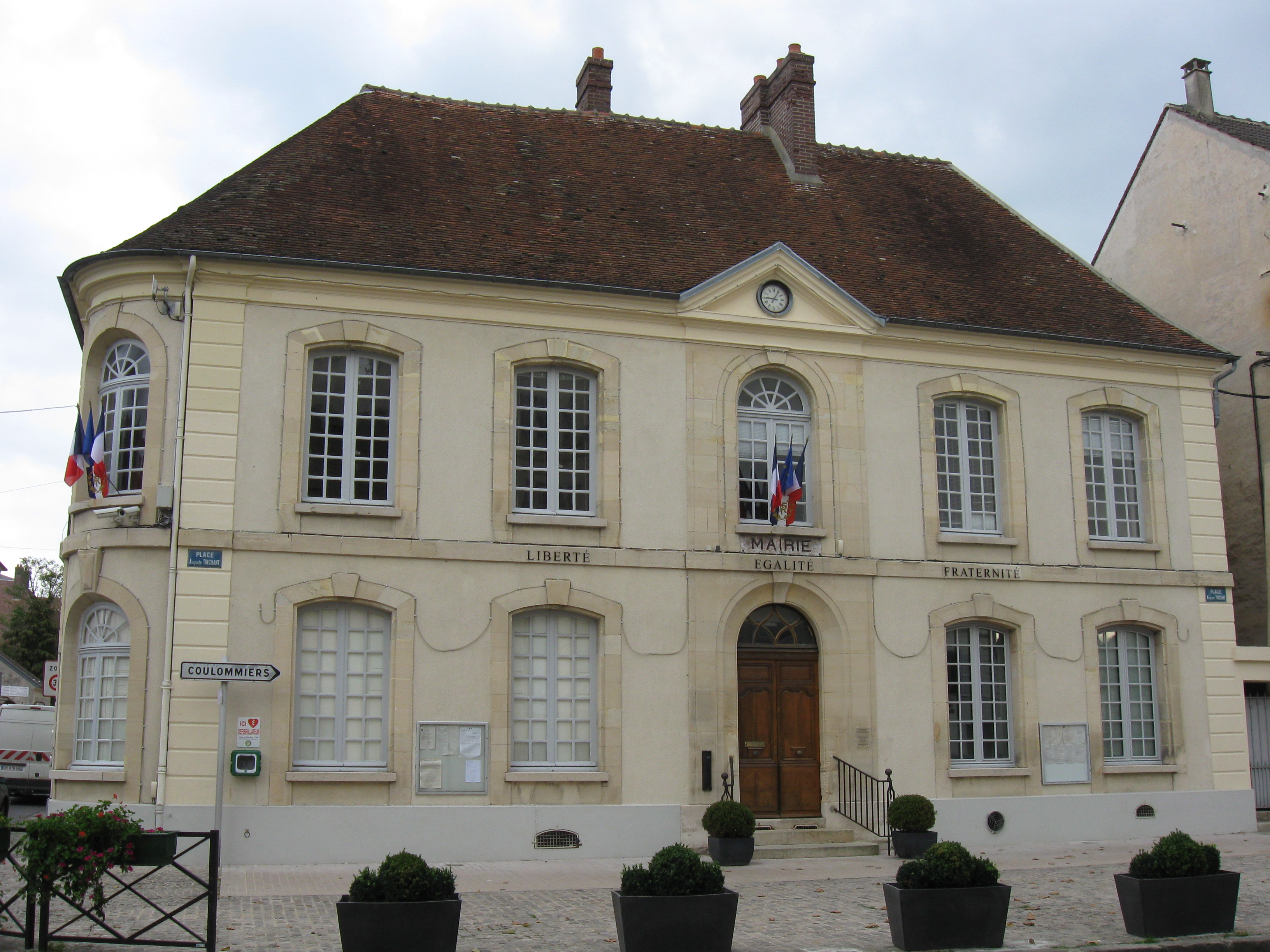
Rathaus in Jouarre

Das Rathaus (frz. Mairie) in Jouarre, einer französischen Gemeinde im Département Seine-et-Marne in der Region Île-de-France, wurde 1775 errichtet. Das Rathaus an der Grande Place steht seit 1998 als Monument historique auf der Liste der Baudenkmäler in Frankreich.
Der zweigeschossige Bau aus Kalksteinmauerwerk wird dem Architekten Saget des Louvières zugeschrieben, der ihn für die Abtei Notre-Dame errichtete. Nach der Aufhebung der Abtei während der Revolution wurde das Gebäude vom Staat verkauft. Im Jahr 1858 wurde darin das Rathaus eingerichtet. Von der ursprünglichen Innenausstattung ist nichts mehr vorhanden.